# Order Arjamehr

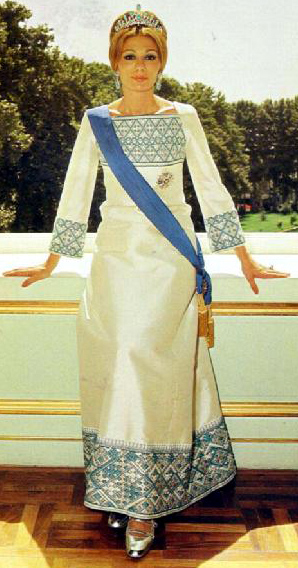
Cesarzowa Farah Pahlawi udekorowana insygniami I klasy Orderu Arjamehr

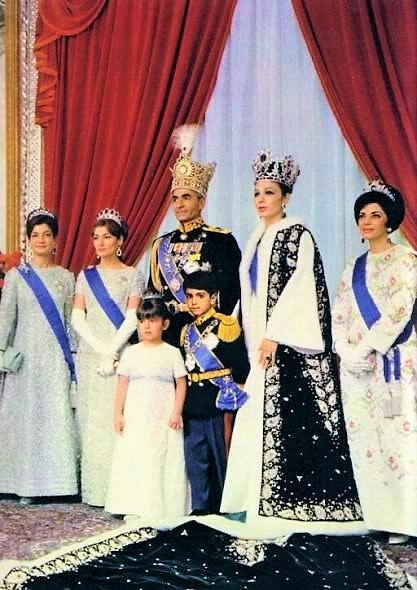
Farah, jej pasierbica Szahnaz, córka Farahnaz i szwagierka Szams noszące Order Arjamehr

Order Arjamehr (pol. Order Światła Ariów, Order Światła Iranu, Order Słońca, pers. ‏Nešān-e Āryāmehr نشان آریامهر‎) – order kobiecy ustanowiony przez szacha irańskiego Mohammada Rezę z dynastii Pahlawich. Zniesiony w 1979 roku przez rząd ajatollahów w wyniku irańskiej rewolucji islamskiej.

## Historia
Nazwa Arjamehr wywodzi się od tytułu przyjętego przez szacha 15 września 1965 roku, nadanego przez irański parlament (Majlis) z okazji 25-lecia panowania. Składało się ze słowa Arja, oznaczającego Ariów (patrz: ludy irańskie), od których mieli pochodzić Persowie oraz słowa mehr czyli światło.
Samo odznaczenie utworzone zostało 26 września 1967 roku w celu dekoracji Farah Pahlawi na potrzeby zaplanowanej na 26 października 1967 roku ceremonii jej koronacji na Szachbanu (cesarzową), a szacha na szachinszacha (cesarza) Iranu.
Order mógł być używany wyłącznie przez królewską rodzinę panującą w Iranie. Był dwuklasowy, przy czym I klasa przeznaczona była do dekoracji żeńskich panujących monarchów, a II klasa służyła do wyróżniania księżniczek.
Istnieją kontrowersje dotyczące daty ustanowienia orderu, ponieważ Tadż ol-Moluk, matka Mohammada Rezy będącą wówczas królową, podczas uroczystości weselnych syna i Fauzijji bint Fu’ad w kwietniu i maju 1939 roku, nosiła gwiazdę niemal identyczną z insygnium, które zaprezentowano po raz pierwszy w 1967, co jest widoczne na fotografiach wykonanych podczas tej ceremonii. Prawdopodobnie order został utworzony przez Rezę Szaha Pahlawiego w 1932 roku wraz z Orderem Pahlawiego.

## Wygląd insygniów

### Odznaka
Odznaka (godło) miała wygląd srebrnej gwiazdy składającej się z 16 promieni o takiej samej długości, połączonych ze sobą krawędziami i zakończonych wycięciem jak w ogonie jaskółki. W centrum odznaki umieszczono emaliowany dysk z wizerunkiem Korony Pahlawich na niebieskim tle, z krawędzią w kształcie wąskiego, srebrnego pierścienia. W I klasie ramiona inkrustowane były diamentami, którymi nie ozdabiano odznak II klasy.

### Gwiazda
Gwiazda orderowa, również wykonana ze srebra, była identyczna z odznaką, lecz nie posiadała zawieszki. Przypinano ją do lewej piersi.

### Wstęga
Wstęga orderowa w obu klasach miała wygląd szarfy wieszanej z prawego ramienia do lewego boku, na którym związana była w dużą kokardę z dwoma długimi frędzlami i powieszoną pomiędzy nimi odznaką. Uszyta była z niebieskiego jedwabiu. Frędzle były w kolorze złotym w I klasie, a w II klasie miały barwę srebrną.

## Odznaczeni
I klasa
- Tadż ol-Moluk
- Farah Pahlawi

II klasa
- Szahnaz Pahlawi
- Farahnaz Pahlawi
- Szams Pahlawi